# San Luca
San Luca là một đô thị ở tỉnh Reggio Calabria trong vùng Calabria, Ý, có cự ly khoảng 100 km về phía tây nam của Catanzaro và khoảng 35 km về phía đông của Reggio Calabria. Tại thời điểm ngày 31 tháng 12 năm 2004, đô thị này có dân số 4.186 người và diện tích là 104,2 km².
Đô thị San Luca có các frazioni (các đơn vị cấp dưới, chủ yếu là các làng) Ientile, Ricciolio, Vorea, và Polsi.
The important Italian author Corrado Alvaro was born in San Luca in 1895. His hand-written notes are now kept by a foundation in San Luca.
San Luca giáp các đô thị: Benestare, Bovalino, Careri, Casignana, Cosoleto, Delianuova, Samo, Sant'Agata del Bianco, Santa Cristina d'Aspromonte, Scido.